# Виґода (Жирардовський повіт)
Виґода (пол. Wygoda) — село в Польщі, у гміні Пуща-Марянська Жирардовського повіту Мазовецького воєводства.
Населення — 136 осіб (2011).
У 1975-1998 роках село належало до Скерневицького воєводства.

## Демографія
Демографічна структура станом на 31 березня 2011 року:
|          | Загалом | Допрацездатний вік | Працездатний вік | Постпрацездатний вік |
| -------- | ------- | ------------------ | ---------------- | -------------------- |
| Чоловіки | 72      | 17                 | 44               | 11                   |
| Жінки    | 64      | 13                 | 38               | 13                   |
| Разом    | 136     | 30                 | 82               | 24                   |